# 叱奴太后
叱奴太后（しつぬたいごう、? - 574年）は、北周の武帝の生母。宇文泰の側室。本貫は代郡。

## 経歴
宇文泰が西魏の丞相となると、叱奴氏は側室として迎えられ、宇文邕（武帝）と宇文直を生んだ。武帝即位後の567年6月、皇太后となった。572年、宇文護が含仁殿で叱奴太后と面会し、『書経』の「酒誥」の一節を読んでいたとき、武帝が玉笏で宇文護の背を打ち、宇文直が宇文護の頭を割って殺害した。これにより武帝の親政が開始された。574年3月癸酉、太后は死去した。4月丁巳、永固陵に葬られた。諡を宣といった。

## 伝記資料
- 『周書』巻九 列伝第一 皇后
- 『北史』巻十四 列伝第二 后妃下